# Copa d'Or de la CONCACAF de 2011
La Copa d'Or de la CONCACAF de 2011 fou l'onzena edició de la Copa d'Or de la CONCACAF i la vintena edició en total de campionats regionals organitzats per la CONCACAF. El guanyador del torneig es classificà per la Copa Confederacions 2013 al Brasil. Els Estats Units van ser els organitzadors del torneig. La final del torneig es disputà a l'estadi Rose Bowl a Pasadena (Califòrnia).

## Nacions participants
| Equip                                                                 | Classificació       | Participacions en el torneig | Rècord                                    |
| Zona nord-americana                                                   | Zona nord-americana | Zona nord-americana          | Zona nord-americana                       |
| --------------------------------------------------------------------- | ------------------- | ---------------------------- | ----------------------------------------- |
| Estats Units                                                          | Amfitrió            | 11                           | Guanyadors (1991, 2002, 2005, 2007)       |
| Mèxic                                                                 | Automàtica          | 11                           | Guanyadors (1993, 1996, 1998, 2003, 2009) |
| Canadà                                                                | Automàtica          | 10                           | Guanyadors (2000)                         |
| Zona caribenya classificats per la Copa del Carib de 2010             |                     |                              |                                           |
| Jamaica                                                               | Guanyador           | 8                            | Tercer lloc (1993)                        |
| Guadalupe                                                             | Subcampió           | 3                            | Tercer lloc (2007)                        |
| Cuba                                                                  | Tercer lloc         | 6                            | Quarts de final (2003)                    |
| Grenada                                                               | Quart lloc          | 2                            | Primera ronda (2009)                      |
| Zona centreamericana classificats per la Copa Centreamericana de 2011 |                     |                              |                                           |
| Hondures                                                              | Guanyadors          | 10                           | Subcampió (1991)                          |
| Costa Rica                                                            | Subcampió           | 10                           | Subcampió (2002)                          |
| Panamà                                                                | Tercer lloc         | 5                            | Subcampió (2005)                          |
| El Salvador                                                           | Quart lloc          | 7                            | Quarts de final (2002, 2003)              |
| Guatemala                                                             | Cinquè lloc         | 9                            | Quart lloc (1996)                         |

## Estadis
Els tretze estadis a ser emprats en la competició —el mateix nombre d'estadis, però de diferents, que en el 2009— van ser anunciats el 16 de desembre del 2010.
| Arlington             | Carson                | Detroit           | Charlotte                | Miami                   |
| --------------------- | --------------------- | ----------------- | ------------------------ | ----------------------- |
| Cowboys Stadium       | The Home Depot Center | Ford Field        | Bank of America Stadium  | FIU Stadium             |
| Capacitat: 80.000     | Capacitat: 27.000     | Capacitat: 65.000 | Capacitat: 73.778        | Capacitat: 23.500       |
| Cowboys Stadium       | Home Depot Center     | Ford Field        | Bank of America Stadium  | FIU Stadium             |
| Tampa                 | Chicago               | Harrison          | Kansas City              | East Rutherford         |
| Raymond James Stadium | Soldier Field         | Red Bull Arena    | Livestrong Sporting Park | New Meadowlands Stadium |
| Capacitat: 68.857     | Capacitat: 61.500     | Capacitat: 25.189 | Capacitat: 18.500        | Capacitat: 82.566       |
| Raymond James Stadium | Soldier Field         | Red Bull Arena    |                          | New Meadowlands Stadium |
| Washington DC         | Houston               | Pasadena          |                          |                         |
| RFK Stadium           | Reliant Stadium       | Rose Bowl         |                          |                         |
| Capacitat: 45.596     | Capacitat: 71.500     | Capacitat: 91.136 |                          |                         |
| RFK Stadium           | Reliant Stadium       | Rose Bowl         |                          |                         |

## Fase de grups

### Grup A
| Equip       | PJ | PG | PE | PP | GF | GC | DG  | Pts |
| ----------- | -- | -- | -- | -- | -- | -- | --- | --- |
| Mèxic       | 3  | 3  | 0  | 0  | 14 | 1  | +13 | 9   |
| Costa Rica  | 3  | 1  | 1  | 1  | 7  | 5  | +2  | 4   |
| El Salvador | 3  | 1  | 1  | 1  | 7  | 7  | 0   | 4   |
| Cuba        | 3  | 0  | 0  | 3  | 1  | 16 | -15 | 0   |

| Costa Rica                                           | 5 – 0   | Cuba |
| ---------------------------------------------------- | ------- | ---- |
| Ureña 7' 46' · Saborío 41' · Mora 47' · Campbell 71' | Detalls |      |

| Mèxic                                                   | 5 – 0   | El Salvador |
| ------------------------------------------------------- | ------- | ----------- |
| Juárez 55' · de Nigris 58' · J. Hernández 60' 67' 90+5' | Detalls |             |

| Costa Rica   | 1 – 1   | El Salvador |
| ------------ | ------- | ----------- |
| Brenes 90+5' | Detalls | Zelaya 45'  |

| Cuba | 0 – 5   | Mèxic                                                     |
| ---- | ------- | --------------------------------------------------------- |
|      | Detalls | J. Hernández 35' 76' · dos Santos 63' 68' · de Nigris 65' |

| El Salvador                                                                | 6 – 1 | Cuba        |
| -------------------------------------------------------------------------- | ----- | ----------- |
| Zelaya 13' 71' · Romero 29' · Blanco 69' · Alvarez 84' · Quintanilla 90+4' |       | Márquez 83' |

| Mèxic                                        | 4 – 1 | Costa Rica      |
| -------------------------------------------- | ----- | --------------- |
| Márquez 17' · Guardado 19' 26' · Barrera 38' |       | Marco Ureña 69' |

### Grup B
| Equip     | PJ | PG | PE | PP | GF | GC | DG  | Pts |
| --------- | -- | -- | -- | -- | -- | -- | --- | --- |
| Jamaica   | 3  | 3  | 0  | 0  | 7  | 0  | +7  | 9   |
| Hondures  | 3  | 1  | 1  | 1  | 7  | 2  | +5  | 4   |
| Guatemala | 3  | 1  | 1  | 1  | 4  | 2  | +2  | 4   |
| Grenada   | 3  | 0  | 0  | 3  | 1  | 15 | -14 | 0   |

| Jamaica                                                 | 4 – 0   | Grenada |
| ------------------------------------------------------- | ------- | ------- |
| Shelton 21' · Johnson 39' · Phillips 79' · O. Daley 84' | Detalls |         |

| Hondures | 0 – 0   | Guatemala |
| -------- | ------- | --------- |
|          | Detalls |           |

| Jamaica          | 2 – 0   | Guatemala |
| ---------------- | ------- | --------- |
| Phillips 66' 76' | Detalls |           |

| Grenada    | 1 – 7   | Hondures                                                              |
| ---------- | ------- | --------------------------------------------------------------------- |
| Murray 20' | Detalls | Bengston 26' 37' · Costly 28' 67' 71' · W. Martínez 88' · Mejía 90+3' |

| Guatemala                                            | 4 – 0   | Grenada |
| ---------------------------------------------------- | ------- | ------- |
| del Águila 16' · Pappa 22' · Ruiz 54' · Gallardo 59' | Detalls |         |

| Hondures | 0 – 1   | Jamaica     |
| -------- | ------- | ----------- |
|          | Detalls | Johnson 36' |

### Grup C
| Equip        | PJ | PG | PE | PP | GF | GC | DG | Pts |
| ------------ | -- | -- | -- | -- | -- | -- | -- | --- |
| Panamà       | 3  | 2  | 1  | 0  | 6  | 4  | +2 | 7   |
| Estats Units | 3  | 2  | 0  | 1  | 4  | 2  | +2 | 6   |
| Canadà       | 3  | 1  | 1  | 1  | 2  | 3  | -1 | 4   |
| Guadeloupe   | 3  | 0  | 0  | 3  | 2  | 5  | -3 | 0   |

| Panamà                                    | 3 – 2   | Guadeloupe     |
| ----------------------------------------- | ------- | -------------- |
| Pérez 29' · Tejada 31' · Gómez 57' (pen.) | Detalls | Jovial 65' 78' |

| Estats Units               | 2 – 0   | Canadà |
| -------------------------- | ------- | ------ |
| Altidore 15' · Dempsey 62' | Detalls |        |

| Canadà                | 1 – 0   | Guadeloupe |
| --------------------- | ------- | ---------- |
| De Rosario 51' (pen.) | Detalls |            |

| Estats Units | 1 – 2   | Panamà                                |
| ------------ | ------- | ------------------------------------- |
| Goodson 66'  | Detalls | Goodson 19' (p.p.) · Gómez 36' (pen.) |

| Canadà                | 1 – 1   | Panamà       |
| --------------------- | ------- | ------------ |
| De Rosario 62' (pen.) | Detalls | Tejada 90+1' |

| Guadeloupe | 0 – 1   | Estats Units |
| ---------- | ------- | ------------ |
|            | Detalls | Altidore 9'  |

### Rànquing de tercers equips
Dels tres equips que van quedar tercers en els seus grups, els dos millors van passar als quarts de final.
| Grup | Equip       | PJ | PG | PE | PP | GF | GC | DG | Pts |
| ---- | ----------- | -- | -- | -- | -- | -- | -- | -- | --- |
| B    | Guatemala   | 3  | 1  | 1  | 1  | 4  | 2  | +2 | 4   |
| A    | El Salvador | 3  | 1  | 1  | 1  | 7  | 7  | 0  | 4   |
| C    | Canadà      | 3  | 1  | 1  | 1  | 2  | 3  | -1 | 4   |

## Fase final
|  | Quarts de final              | Quarts de final      |                       |       | Semifinals | Semifinals |  |  | Final | Final |
|  |                              |                      |                       |       |            |            |  |  |       |       |
|  | 18 de juny - East Rutherford |                      |                       |       |            |            |  |  |       |       |
|  |                              |                      |                       |       |            |            |  |  |       |       |
|  | Costa Rica                   | 1 (2)                |                       |       |            |            |  |  |       |       |
|  | Costa Rica                   | 1 (2)                | 22 de juny - Houston  |       |            |            |  |  |       |       |
|  | Hondures (pen.)              | 1 (4)                |                       |       |            |            |  |  |       |       |
|  | Hondures (pen.)              | 1 (4)                | Hondures              | 0     |            |            |  |  |       |       |
|  | 18 de juny - East Rutherford |                      | Hondures              | 0     |            |            |  |  |       |       |
|  |                              | Mèxic                | 2                     |       |            |            |  |  |       |       |
|  | Mèxic                        | Mèxic                | 2                     | 2     |            |            |  |  |       |       |
|  | Mèxic                        |                      | 25 de juny - Pasadena | 2     |            |            |  |  |       |       |
|  | Guatemala                    | 1                    |                       |       |            |            |  |  |       |       |
|  | Guatemala                    | 1                    | Mèxic                 | 4     |            |            |  |  |       |       |
|  | 19 de juny - Washington DC   |                      | Mèxic                 | 4     |            |            |  |  |       |       |
|  |                              | Estats Units         | 2                     |       |            |            |  |  |       |       |
|  | Jamaica                      | Estats Units         | 2                     | 0     |            |            |  |  |       |       |
|  | Jamaica                      | 22 de juny - Houston |                       | 0     |            |            |  |  |       |       |
|  | Estats Units                 | 2                    |                       |       |            |            |  |  |       |       |
|  | Estats Units                 | 2                    | Estats Units          | 1     |            |            |  |  |       |       |
|  | 19 de juny - Washington DC   |                      | Estats Units          | 1     |            |            |  |  |       |       |
|  |                              | Panamà               | 0                     |       |            |            |  |  |       |       |
|  | Panamà                       | Panamà               | 0                     | 1 (5) |            |            |  |  |       |       |
|  | Panamà                       |                      |                       | 1 (5) |            |            |  |  |       |       |
|  | El Salvador                  | 1 (3)                |                       |       |            |            |  |  |       |       |
|  | El Salvador                  | 1 (3)                |                       |       |            |            |  |  |       |       |

### Quarts de final
| Costa Rica                         | 1 – 1 (pr.) | Hondures                                 |
| ---------------------------------- | ----------- | ---------------------------------------- |
| Marshall 56'                       | Detalls     | Bengston 49'                             |
| Tanda de penals                    |             |                                          |
| Borges · Ruiz · Saborío · Campbell | 2 – 4       | Costly · Bernárdez · Palacios · Bengtson |

| Mèxic                            | 2 – 1   | Guatemala      |
| -------------------------------- | ------- | -------------- |
| de Nigris 48' · J. Hernández 65' | Detalls | Carlos Ruiz 5' |

| Jamaica | 0 – 2   | Estats Units            |
| ------- | ------- | ----------------------- |
|         | Detalls | Jones 49' · Dempsey 80' |

| Panamà                                           | 1 – 1 (pr.) | El Salvador                        |
| ------------------------------------------------ | ----------- | ---------------------------------- |
| Tejada 89'                                       | Detalls     | Zelaya 78' (pen.)                  |
| Tanda de penals                                  |             |                                    |
| Barahona · Rentería · Godoy · Henríquez · Tejada | 5 – 3       | D. Alas · Romero · Zelaya · Flores |

### Semifinals
| Estats Units | 1 – 0   | Panamà |
| ------------ | ------- | ------ |
| Dempsey 76'  | Detalls |        |

| Hondures | 0 – 2 (pr.) | Mèxic                            |
| -------- | ----------- | -------------------------------- |
|          | Detalls     | de Nigris 93' · J. Hernández 99' |

### Final
| Estats Units                            | 2 – 4 | Mèxic                                                        |
| --------------------------------------- | ----- | ------------------------------------------------------------ |
| Michael Bradley 8' · Landon Donovan 23' |       | Pablo Barrera 29' 49' · Andrés Guardado 36' · dos Santos 76' |

| Estats Units | Mèxic |

| Estats Units:  |    |                      |     |     |
|                |    |                      |     |     |
| GK             | 1  | Tim Howard           |     |     |
| DF             | 3  | Carlos Bocanegra (c) |     |     |
| DF             | 21 | Clarence Goodson     |     |     |
| DF             | 14 | Eric Lichaj          |     |     |
| DF             | 6  | Steve Cherundolo     |     | 11' |
| MF             | 8  | Clint Dempsey        |     |     |
| MF             | 13 | Jermaine Jones       |     |     |
| MF             | 4  | Michael Bradley      |     |     |
| MF             | 22 | Alejandro Bedoya     |     | 63' |
| FW             | 10 | Landon Donovan       | 33' |     |
| FW             | 20 | Freddy Adu           |     |     |
| Substitucions: |    |                      |     |     |
| DF             | 12 | Jonathan Bornstein   |     | 11' |
| FW             | 9  | Juan Agudelo         |     | 63' |
| Seleccionador: |    |                      |     |     |
| Bob Bradley    |    |                      |     |     |

| Mèxic:                  |    |                    |  |     |
|                         |    |                    |  |     |
| GK                      | 12 | Alfredo Talavera   |  |     |
| DF                      | 4  | Rafael Márquez (c) |  | 42' |
| DF                      | 3  | Carlos Salcido     |  | 28' |
| DF                      | 15 | Héctor Moreno      |  |     |
| DF                      | 18 | Andrés Guardado    |  |     |
| MF                      | 6  | Gerardo Torrado    |  |     |
| MF                      | 8  | Israel Castro      |  |     |
| MF                      | 7  | Pablo Barrera      |  | 74' |
| MF                      | 16 | Efraín Juárez      |  |     |
| FW                      | 10 | Giovani dos Santos |  |     |
| FW                      | 14 | Javier Hernández   |  |     |
| Substitutions:          |    |                    |  |     |
| DF                      | 20 | Jorge Torres Nilo  |  | 28' |
| DF                      | 2  | Héctor Reynoso     |  | 42' |
| MF                      | 13 | Jesús Zavala       |  | 74' |
| Seleccionador:          |    |                    |  |     |
| José Manuel de la Torre |    |                    |  |     |

| Àrbitres assistents: Héctor Vergara (Canadà) William Torres (El Salvador) Quart àrbitre: Walter López Castellanos (Guatemala) |

## Golejadors
Llista de jugadors que varen marcar en aquesta competició:
7 gols
- Javier Hernández

4 gols
- Rodolfo Zelaya
- Aldo de Nigris

3 gols
| - Marco Ureña - Jerry Bengston - Carlo Costly | - Demar Phillips - Giovani dos Santos - Pablo Barrera | - Andrés Guardado - Luis Tejada - Clint Dempsey |

2 gols
| - Dwayne De Rosario - Brice Jovial - Carlos Ruiz | - Ryan Johnston - Gabriel Gómez - Jozy Altidore |

1 gol
| - Randall Brenes - Joel Campbell - Dennis Marshall - Heiner Mora - Álvaro Saborío - Yénier Márquez - Arturo Álvarez - Léster Blanco | - Eliseo Quintanilla - Osael Romero - Clive Murray - José Javier del Águila - Carlos Gallardo - Marco Pappa - Walter Martínez - Alfredo Mejía | - Omar Daley - Luton Shelton - Efraín Juárez - Rafael Márquez - Blas Pérez - Michael Bradley - Landon Donovan - Clarence Goodson |

1 en pròpia porteria
- Clarence Goodson (contra Panamà)
- Jermaine Taylor (contra els Estats Units)

## Estadístiques dels equips
Nota: victòries i derrotes després de tandes de penals són comptades com a empats.
| Pos | Team         | PJ | PG | PE | PP | GF | GC | DG  | Pts |
| --- | ------------ | -- | -- | -- | -- | -- | -- | --- | --- |
| C   | Mèxic        | 6  | 6  | 0  | 0  | 22 | 4  | +18 | 18  |
| SC  | Estats Units | 6  | 4  | 0  | 2  | 10 | 6  | +4  | 12  |
| SF  | Panamà       | 5  | 2  | 2  | 1  | 7  | 6  | +1  | 8   |
| SF  | Hondures     | 5  | 1  | 2  | 2  | 8  | 5  | +3  | 5   |
| QF  | Jamaica      | 4  | 3  | 0  | 1  | 7  | 2  | +5  | 9   |
| QF  | Costa Rica   | 4  | 1  | 2  | 1  | 8  | 6  | +2  | 5   |
| QF  | El Salvador  | 4  | 1  | 2  | 1  | 8  | 8  | 0   | 5   |
| QF  | Guatemala    | 4  | 1  | 1  | 2  | 5  | 4  | +1  | 4   |
| FG  | Canadà       | 3  | 1  | 1  | 1  | 2  | 3  | −1  | 4   |
| FG  | Guadeloupe   | 3  | 0  | 0  | 3  | 2  | 5  | −3  | 0   |
| FG  | Grenada      | 3  | 0  | 0  | 3  | 1  | 15 | −14 | 0   |
| FG  | Cuba         | 3  | 0  | 0  | 3  | 1  | 16 | −15 | 0   |